# Comuna Muereasca, Vâlcea
Muereasca este o comună în județul Vâlcea, Oltenia, România, formată din satele Andreiești, Frâncești-Coasta, Găvănești, Hotarele, Muereasca (reședința), Muereasca de Sus, Pripoara și Șuta.
Comuna Muereasca este situata in partea de nord a judetului Valcea, invecinandu-se in partea de est cu comuna Bujoreni, la vest cu Baile Olanesti, la sud cu comuna  Vladesti si Baile Olanesti iar la nord cu orasul Calimanesti, avand ca suprafata administativ-teritoriala 4288 ha. 
```
                   - intravilan        341 ha;
                   - extravilan      3947 ha;
  Din bilantul teritorial extras, rezulta ca 37 % din suprafata totala a comunei il reprezinta terenul agricol respectiv 1525 ha iar diferenta de 63% respectiv 2763 ha este terenul neagricol. 
```

Structural terenul este impartit astfel:
```
                   - arabil                                            -   301 ha
                   - pomicol                                        -   231  ha
                   - pasuni si fanete                         -   993  ha
                   - paduri                                           - 2564  ha
                   - ape                                                -  47   ha
                   - neagricol                                      -  152  ha
  Numeric populatia este de 2685 locuitori, cu o structura normala si echilibrata respectiv copii, adulti si batrani.
  Clima este temperat continentala, temperatura medie  anuala fiind de 9 – 15° C.
  Gradul de sismicitate este de 7,50 (D) pe scara Richter.
  Atestarea documentara a comunei are loc in anul 1574, luna februarie, ziua 13 in actele domnitorului Alexandru II Mircea (1568-1574) - prima domnie (DIR: 1700-1750, Hurmuzachi, vol, VI, 1731, 26 II).
  Ca numele comunei vine de la cuvantul MOARA, nu mai incape nici o indoiala. Paraul Muereasca ce trece prin comuna de la vest spre est, are la obarsie 2 izvoare: Moristita Mare si Moristita Mica. Asadar moristita - moriscuta - moara. Acest fapt este intarit de un document din timpul lui Mihai Viteazul, emis la data de 6 iulie 1596 care arata urmatoarele: “Mihai Viteazul voievod intareste lui Oprea, lui Stan si lui Stanciu si lui Canda ocina in Comanca, in padurea Rapuroasa si in Moreasca” (DRH: B X1 p-237; DIR, B, XVI vol VI).
   Numele  Muereasca respectiv Moreasca, apare in mai multe documente alaturi de Comanca in anii 1865, 1871, 1893, 1901. Astfel in anul 1871 satul Muereasca de Sus era format din satul Muereasca de Sus - 200 de case, catunul Pietrisul 20 case, Catunul Comanca - 10 case, cu schitul Frasinei. In 1893 Muereasca de Sus avea in componenta satele: Muereasca de Sus, Suta si Comanca.
  Aparitia numelui Muereasca impreuna cu Comanca in aceste documente intareste faptul ca acest nume se refera la localitatea noastra.
  Intr-un document din 1634 se observa trecerea treptata de la Moreasca la Muereasca (“Stanila din Moereasca”), desi la 1574 (anul atestarii documentare a Comunei) i se spunea Muereasca. Putem afirma cu certitudine ca variantele MOREASCA si MUEREASCA au existat inainte de 1574, dar nu s-a pastrat nici un document.
```

Intr-o vreme pe Valea Muereasca existau 13 mori de apa.
```
  Este de notat ca in jurul anului 1600, in documente, Muereasca apare la plural MUERESTILE. In anul 1608, cu ocazia unor verificari a hotarelor manastirii Cozia de catre egumenul manastirii si de Sarchiz din Bujoreni, s-a constatat ca Sarchiz era mosnean pe ocina Bogdanesti si cu aceasta ocazie “Se trag hotarele Calimanesti, din apa Oltului cu padurea pana la Hotarul Muerestilor, iar celalalt pe langa Pleviceneasca spre silistea Bogdanestilor … unde coboara Calea Carului Buda pana in Hotarul Muerestile” (Tezaur medieval Valcea, vol. I, p. 89).
  Un hrisov al domnului muntean Alexandru Ilias din 18 aprilie 1617 mentioneaza ca acesta ia in stapanire schitul Ostrov din judetul Arges si 11 falci din Muereasca.
  In timpul domniei lui Matei Basarab (1633-1654), taranii liberi din Muereasca se vand in numar mare ca rumani in schimbul unor sume de bani, spatarului Preda Brancoveanu. Intre acesta si Episcopia Ramnicului intervine un act de schimb. Astfel, la 18 mai 1636: “mosnenii din Muereasca se vand rumani spatarului Preda Brancoveanu cu toti feciorii lor si cu toata mosia lor pentru 250 galbeni, platindu-i si de bir cu 90 de galbeni…Au facut tocmeala cu cumparatorul sa fie dati la Episcopia Ramnicului, iar Episcopia sa-i dea in schimb spatarului Preda, mosia, satul Hrast din jud. Dolj ca sa fie slobozi de dajdii si cu voia lor sa fie rumani ai Episcopiei” (Pref. Jud. Valcea, Dosar 724/1833, fila 199, Editia rev. Catalog IV Nr. 744 vol. II, p. 24).
   La 20 mai 1636 Matei Basarab intareste Episcopiei Ramnicului si episcopului Teofil hrisovul prin care Preda Brancoveanu schimba satul Muereasca din jud. Valcea cu satul Hrast din jud. Dolj. Asadar, dupa aceasta data majoritatea mosnenilor din Muereasca au devenit rumani ai Episcopiei Ramnicului.
    Din punct de vedere al situarii fata de zonele si centrele industriale, comuna este situata la distanta mica fata de municipiul Rm. Valcea, cca 12 km.
    Comuna este formata din 8 sate situate de-a lungul unei artere principale de circulatie D.J. 658 Gura Vaii – Muereasca ( de Jos ) si satele: Hotarele, Francesti- Coasta, Pripoara-Griu, Muereasca de Sus, Gavanesti, Andreesti, Suta.
     Principala artera de circulatie este drumul judetean 658 care este asfaltat in totalitate pana la Manastirea Frasinei.
     Drumurile comunale  sunt balastate si totalizeaza aproximativ 15 km si sunt incadrate la drumuri de categoria a-III-a.
    Principalele trepte de relief intalnite pe teritoriul administrativ al comunei sunt zona de lunca situate pe platforma paraului Muereasca si zona de dealuri.
    Reteua hidrografica este formata din paraul Muereasca, cu numerosi afluenti. Avand un bazin hidrografic mare in urma ploilor torentiale paraul Muereasca iese din matca existand zone inundabile si terenuri dispuse alunecarilor de teren.
    Comuna nu beneficiaza de alimentare cu apa in sistem centralizat si nu are canalizare, acestea fiind programate a se realiza in viitorul apropiat, intrucat se lucreaza la realizarea infrastructurii fizice de alimentare cu apa si gaze.
    Este elecrificata in totalitate, are retea de telefonie digitala, cablu TV si internet.
    Pe raza localitatii functioneaza telefonia GSM, operator – COSMOTE.
    Exista un sistem de colectare  si preluare a gunoaielor, sistem de salubrizare care este delegat catre SC URBAN SA asigurand astfel igiena localitatii si eliminarea totala a riscurilor de poluare, imbolnavire si alte consecinte nedorite. 
     Fondul de locuit este alcatuit din locuinte individuale de tip rural cu loturi in imediata apropiere. Zonele de locuit se caracterizeaza printr-o densitate scazuta cu numeroase terenuri libere ce pot fi folosite in constructii. Starea constructiilor existente este in general buna.
      Ca potential economic existent, se remarca numai principala activitate si anume agricultura si zootehnia, industria nefiind reprezentata pe teritoriul comunei. Profilul dominant al agriculturii comunei il constituie pomicultura si cresterea animalelor. A scazut mult septelul de animale (ovine si bovine ) detinut in gospodariile individuale.
      Ca potential turistic ar fi turismul monahal deoarece pe teritoriul administrativ-teritorial al comunei este situata Manastirea Frasinei un obiectiv istoric de mare valoare, vizitat de un numar ridicat de turisti.
      In localitatea Muereasca in fiecare an sunt organizate doua sarbatori traditionale respectiv ALEGEREA JUNELUI si ROADELE TOAMNEI.
     S-au semnalat izvoare cu apa minerala in satul Andreesti (similare cu cele de la Olanesti si Calimanesti ). Se impune elaboararea unui studiu in ceea  ce priveste posibilitatea dezvoltarii ca sat turistic, cat si a unui studiu pentru relevarea conditiilor de punere in valoare in perspectiva a apelor minerale semnalate.
     Obiectivele de interes public si social, realizate pana in prezent sunt urmatoarele:
```

Sediul Primariei ;
Sediul postului de politie ;
Doua scoli respectiv  Muereasca de Sus si Muereasca
Trei gradinite pentru copii – Andreesti , Muereasca de Sus, Muereasca 
Caminul Cultural Muereasca de Sus;
Biblioteca Comunala;
Dispensarul Comunal Muereasca de Jos;
Doua biserici: Muereasca de Sus respectiv Muereasca de Jos;
Manastirea Frasinei;
Dispensar sanitar la Muereasca de Sus;
Dispensar veterinar si centrul de insamantare artificiala al bovinelor;
Baza sportiva Gheorghe Seltea Muereasca
```
     Principalele lucrari edilitar-gospodaresti care sunt necesare a se efectua pe raza comunei sunt:
```

-alimentare cu apa si efectuarea unei canalizari
-regularizarea paraului Muereasca in vederea stoparii alunecarilor de  teren din zona realizata in proportie de 90%
-efectuarea unor lucrari de inbunatatiri funciare in vederea stoparii alunecarilor de teren agricole si forestiere;
- alimentarea cu gaze naturale
- program pentru protectia sociala;
- modernizarea intregii infrastructurii de drumurii comunale si satesti;
- transformarea cladirii Siloz de Fructe in sala de sport si sala de festivitati;
- baza sportiva la Scoala cu clasele I – VIII Muereasca de Sus;
- spatii de joaca pentru copii;
```
     Pentru  dezvoltatrea agroturismului si a turismului monahal este necesar a se asigura investitii in vedere modernizarii infrastructurii, respectiv alimentarea cu apa, amenajarea unei canalizari, consolidarea si modernizarea drumului judetean 658.
```

Principala atracție a acesteia o reprezintă Mănăstirea Frăsinei.

## Demografie
Componența etnică a comunei Muereasca
     Români (90,45%)
     Alte etnii (9,55%)
Componența confesională a comunei Muereasca
     Ortodocși (89,29%)
     Alte religii (0,63%)
     Necunoscută (10,08%)
Conform recensământului efectuat în 2021, populația comunei Muereasca se ridică la 2.063 de locuitori, în scădere față de recensământul anterior din 2011, când fuseseră înregistrați 2.467 de locuitori. Majoritatea locuitorilor sunt români (90,45%). Din punct de vedere confesional, majoritatea locuitorilor sunt ortodocși (89,29%), iar pentru 10,08% nu se cunoaște apartenența confesională.

## Politică și administrație
Comuna Muereasca este administrată de un primar și un consiliu local compus din 11 consilieri. Primarul, Ion Ungureanu[*], de la Partidul Național Liberal, este în funcție din 2004. Începând cu alegerile locale din 2024, consiliul local are următoarea componență pe partide politice:
|  | Partid                          | Consilieri | Componența Consiliului | Componența Consiliului | Componența Consiliului | Componența Consiliului | Componența Consiliului |
|  | ------------------------------- | ---------- | ---------------------- | ---------------------- | ---------------------- | ---------------------- | ---------------------- |
|  | Partidul Național Liberal       | 5          |                        |                        |                        |                        |                        |
|  | Partidul Social Democrat        | 4          |                        |                        |                        |                        |                        |
|  | Alianța pentru Unirea Românilor | 2          |                        |                        |                        |                        |                        |